# 5,2-cm-Schnelladekanone L/55
Die 5,2 cm S.K. L/55 (SK = Schnellladekanone) war ein Schiffsgeschütz der deutschen Kaiserlichen Marine, welches im Ersten Weltkrieg zum Einsatz kam.

## Allgemeines
Das leichte von Krupp entwickelte Schnellfeuergeschütz, in der deutschen Kaiserlichen Marine als Schnellladekanone (Abkürzung: SK) bezeichnet und von dieser ab 1906 eingesetzt, war auf einer Mittelpivotlafette C/1903 gelagert und trug daher die offizielle Kurzbezeichnung 5,2 cm SK L/55 in MPL C/03.
Die Kanone mit ihrem 2,86 m langen Rohr wog mit Lafette 386 kg. Sie hatte eine Mündungsgeschwindigkeit von 850 m/s und bei einem Geschossgewicht von 1,75 kg und einer Rohrerhöhung von 20° eine Reichweite von 7100 Metern. Dies war etwa 900 m mehr als die Reichweite der seit 1893 als Standardwaffe auf deutschen Torpedobooten eingesetzten 5,0-cm SK L/40.
Auf Grund ihrer größeren Reichweite und Durchschlagskraft wurde die Kanone daher ab 1906 zur Torpedobootabwehr auf den Kleinen Kreuzern der Königsberg- und der Dresden-Klasse, als Flak auf den Kleinen Kreuzern der Kolberg- und der Pillau-Klasse und als Hauptartillerie auf den letzten sechs Booten des Typs Großes Torpedoboot 1898 (S 132, S 133 und G 134 bis G 137) eingebaut. Danach wurden Torpedoboote mit den stärkeren Schnellladekanonen der Kaliber 8,8 bzw. 10,5 cm ausgerüstet. Während des Ersten Weltkriegs wurden auf einer Anzahl älterer Torpedoboote deren 5,0-cm L/40 Geschütze durch die 5,2-cm L/55 ersetzt. Ebenso führten die Schnellboot-Vorgänger in der Reichsmarine, die U-Boot-Zerstörer UZ 1 – UZ 22, diese Waffe.